# Reálné gymnázium na Vyšehradě
Reálné gymnázium na Vyšehradě se nacházelo ve Vratislavově ulici v budově bývalé radnice.

## Historie
Reálné gymnázium bylo založeno roku 1913. V době, kdy sídlilo ve Vratislavově ulici, nechalo zrekonstruovat vnitřní prostory a přizpůsobit je účelu školy – dvě budovy se propojily a celkově se zmodernizoval způsob topení tak, že násypná kamna nahradilo ústřední vytápění na pevné palivo.
Škola byla zrušena k roku 1950, od roku 1949 zde sídlí Odborné učiliště Vyšehrad.

## Názvy a adresa
K roku 1914 (před přečíslováním) měla škola čp. 4.

- Reálné gymnasium Praha VI. – Vyšehrad, Vratislavova 4
- do r. 1941 státní reálka

## Učitelé a absolventi
Absolventi
- Ludvík Armbruster
- Jiří Blažek (grafik)
- Adolf Born
- Oldřich Jelínek